# 長崎県道300号長崎野母崎自転車道線
長崎県道300号長崎野母崎自転車道線（ながさきけんどう300ごう ながさきのもざきじてんしゃどうせん）は、長崎県長崎市を通る一般県道（自転車道）である。通称野母半島サイクリング道路。

## 概要
長崎市江川町から長崎市脇岬町に至る。

### 路線データ
- 起点：長崎市江川町（国道499号交点）
- 終点：長崎市脇岬町（長崎県道34号野母崎宿線交点）
- 総延長：20.7 km

## 路線状況

### 通称
- 野母半島サイクリング道路

## 地理

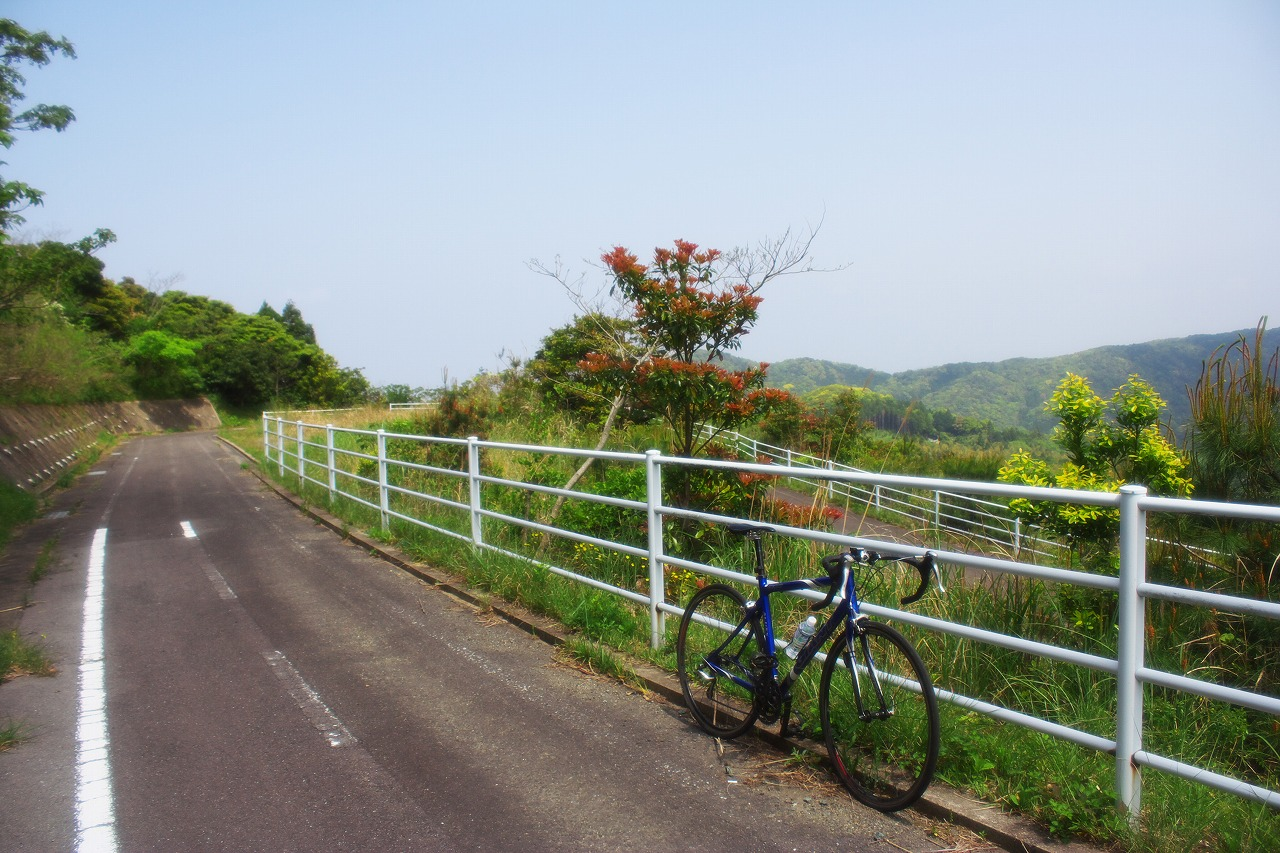

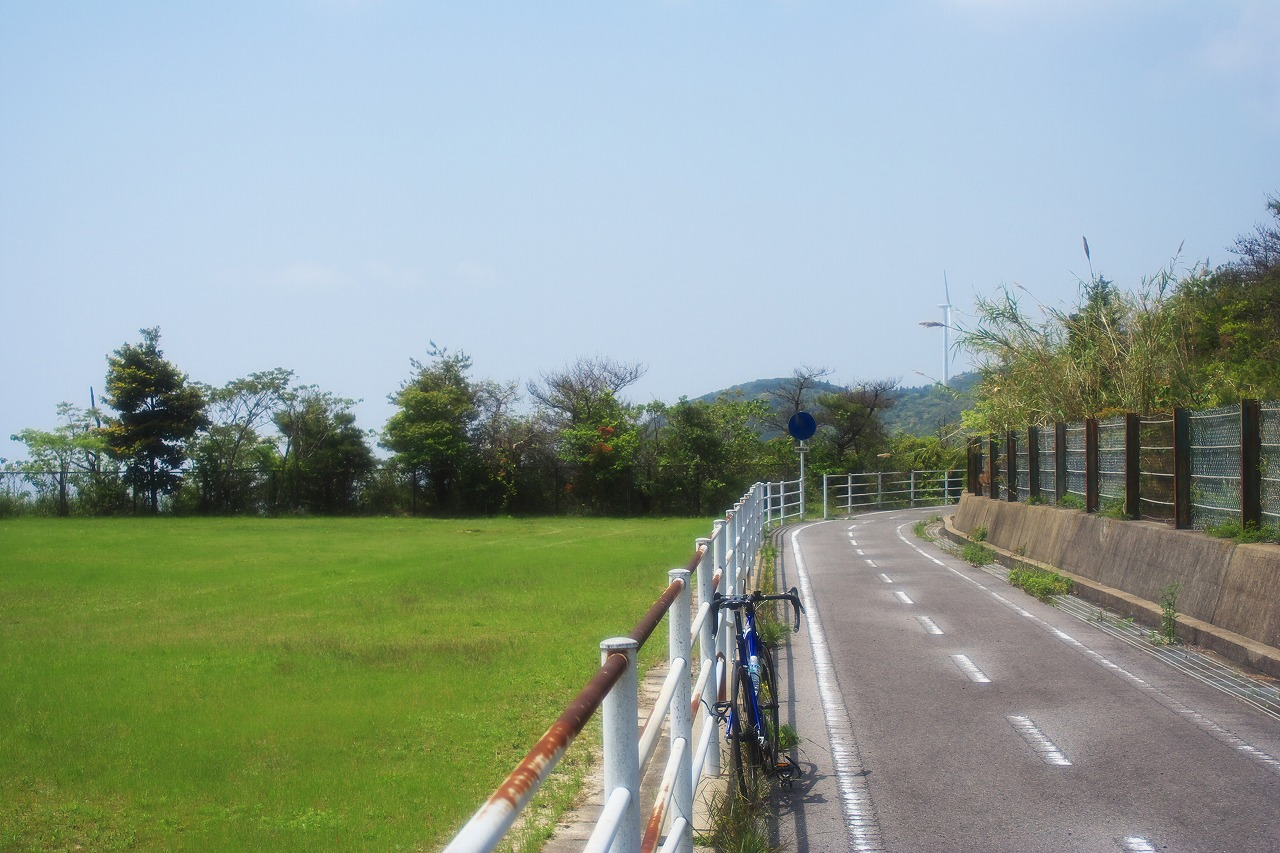
野母崎終点付近からは風力発電用風車が見える

### 通過する自治体
- 長崎市

### 交差する道路
| 交差する道路            | 交差する場所 | 交差する場所 |
| ----------------------- | ------------ | ------------ |
| 国道499号               | 江川町       | 起点         |
| 長崎県道224号深堀三和線 | 布巻町       |              |
| 長崎県道34号野母崎宿線  | 脇岬町       | 終点         |

### 沿線
- 大浦警察署 三和交番